# 亞特蘭大獵鷹
亚特兰大猎鹰是一支職業美式足球球隊位於喬治亞州的亞特蘭大。他們現是國家美式足球聯會的南区其中一支球隊。球隊在1966年加入國家美式足球聯盟。
2018年，球隊市值為24.75億美元，在世界前50名球隊中排在第29名，同時在NFL排名第15。

## 歷史
阿特蘭大猎鹰於1965年6月30日成立。當時的NFL主席Pete Rozelle決定將球隊主席交由Rankin M. Smith Sr管理，是當時的Life Insurance Company副行政總裁。 球隊的名字由來在1965年一名由喬治亞州學校教師在一次比賽中贏得冠軍，而該篇文章的名字為："The falcon is proud and dignified, with courage and fight. It is deadly and has a great sporting tradition.” Rankin M. Smith Sr.在新人遴選線衛Tommy Nobis，在德克薩斯大學畢業，成為了第一名的選擇。

### 1966年-1990年
球隊初期的戰績一直不佳，一直到1971年賽季，勝率才開始過半，之後的成績一直普普，事實上這25年間獵鷹隊也只有3次打進季後賽的紀錄而已，最遠也只到分區季後賽，對球迷來說，這25年是相當煎熬的。

### 1991年-2001年
這11年間，獵鷹隊3次打進季後賽，但戰績卻是起伏不定；值得一提的是在1998年球季，那年，獵鷹隊有著近乎完美的陣容，進攻組方面有明星四分衛錢德勒Chris Chandler、跑衛賈馬爾・安德森Jamal Anderson，防守組則有入選過5次職業盃的超級明星線衛塔勾Jessie Tuggle、明星安全衛魯賓遜Eugene Robinson、角衛布坎納Ray Buchanan，他們帶著隊史常規賽最佳的14勝2負的傲人戰績進入了第三十三屆超級碗，可惜不敵於丹佛野馬隊；隨後3年，隊上一些明星球員開始走下坡，有的甚至直接選擇退役，戰力開始下滑，1999年~2001年這3年間未能再次闖入季後賽。

### 2002年-2017年
2002年球季開打前，由於NFL擴編至32支球隊關係，也從原本的國聯西區改到新編的國聯南區，而2002年選秀會，一名狀元級別的天才四分衛，宣佈不等大四畢業決定提早參加當年的選秀，他就是維克Michael Vick；這讓獵鷹隊決定提早跟當年已經36歲的明星四分衛錢德勒分道揚鑣。只是當年獵鷹隊他們並沒有手握狀元籤，於是他們作了項豪賭。他們用了當年的首輪簽、三輪簽以及2002年的2輪簽在加上外接手德懷特Tim Dwight和握有當年狀元籤的圣迭戈闪电交易了一隻當年的狀元籤，而維克被選上後，也很快第在2002年就成為先發；2002年賽季，維克就率領獵鷹隊在綠灣包裝工的不敗主場-藍寶球場擊敗法弗所率領的綠灣包裝工隊，打破了綠灣包裝工的季後賽不敗主場神話。可惜在半決賽輸給了多諾萬·麥克納布Donovan McNabb所率領的奪冠大熱門，費城老鷹，止步在分區季後賽。
2003年~2005年間，獵鷹隊的戰績雖然起伏不定，但都至少保持一定的水準，直到維克在2006年球季開打前因為鬥狗案被球隊裁去。維克的離去給予球隊很大的打擊，因為很多戰術都是以他為核心來作設計的，步伐輕盈迅速、身體柔軟度佳、準度和力量都有，聯盟中非常難以找到第2個替代者。
獵鷹隊再度沉寂了2年，2008年找來了傑克遜維爾美洲虎的防守教練史密斯Mike Smith擔任主教練，並且在當年的選秀會以榜眼簽摘下了當年度最好的四分衛萊恩Matt Rayn。頂尖四分衛的到來讓獵鷹隊再次強勢回歸。2008年~2012年間，都保持5成以上勝率，且4度打進季後賽，尤其是2012年的獵鷹隊是最有機會進入超級盃的，卻以些微差距在季後賽飲恨。2013年及2014年賽季，他們的防守組流失嚴重，光看戰績大家可能誤以為他們是隻弱隊。但其實在2014年賽季中，他們的進攻數據在聯盟可是排名前五，空攻數據更是排名前3，只可惜防守組實在太弱，尤其衝傳手和防守2線。2015年休賽季，他們針對防守作了重點補強，並找來了西雅圖海鷹的防守教練奎因Dan Quinn擔任主教練，只是2013年明星近端鋒岡薩雷茲Tony Gonzalez的退休，空攻的紅區武器又少了一員；2015年賽季，重整後的獵鷹以8勝作收，雖然無緣季後賽，但戰績比2013年及2014年要來的進步許多；2016年賽季，防守組的表現雖然不算突出，但靠者四分衛萊恩Matt Rayn及外接手瓊斯Julio Jones兩人帶領下，獵鷹隊以11勝取得分組第一，並再次進入了第五十一屆超級碗；前三節完全壓者新英格蘭愛國者打的獵鷹隊，竟在最後慘遭翻盤，無緣隊史第一座的超級碗冠軍；2017年賽季，進攻組教練Kyle Shanahan的離去讓獵鷹進攻效率下滑，最終僅以分組第三以外卡的身分打進季後賽，外卡週雖然擊敗了公羊隊，但在分區週不敵老鷹隊，也結束了2017年賽季。

## 歷年戰績
| 赛季                | 胜  | 负  | 平  | 常规赛季       | 季后赛 |
| ------------------- | --- | --- | --- | -------------- | --- |
| 亞特蘭大獵鷹（NFL） |     |     |     |                | |
| 1966                | 3   | 11  | 0   | NFL東區第七    | -- |
| 1967                | 1   | 12  | 1   | NFL海岸區第四  | -- |
| 1968                | 2   | 12  | 0   | NFL海岸區第四  | -- |
| 1969                | 6   | 8   | 0   | NFL海岸區第三  | -- |
| 大聯盟合併          |     |     |     |                | |
| 1970                | 4   | 8   | 2   | 國聯西區第三   | -- |
| 1971                | 7   | 6   | 1   | 國聯西區第三   | -- |
| 1972                | 7   | 7   | 0   | 國聯西區第二   | -- |
| 1973                | 9   | 5   | 0   | 國聯西區第二   | -- |
| 1974                | 3   | 11  | 0   | 國聯西區第四   | -- |
| 1975                | 4   | 10  | 0   | 國聯西區第三   | -- |
| 1976                | 4   | 10  | 0   | 國聯西區第三   | -- |
| 1977                | 7   | 7   | 0   | 國聯西區第二   | -- |
| 1978                | 9   | 7   | 0   | 國聯西區第二   | 外卡季後賽以14-13擊敗費城老鷹 分區季後賽以20-27敗給達拉斯牛仔                                                        |
| 1979                | 6   | 10  | 0   | 國聯西區第三   | -- |
| 1980                | 12  | 4   | 0   | 國聯西區第一   | 分區季後賽以27-30敗給達拉斯牛仔                                                                                      |
| 1981                | 7   | 9   | 0   | 國聯西區第二   | -- |
| 1982                | 5   | 4   | 0 + | 國聯第五       | 國聯季後賽首圈以24-30敗給明尼蘇達維京人                                                                              |
| 1983                | 7   | 9   | 0   | 國聯西區第四   | -- |
| 1984                | 4   | 12  | 0   | 國聯西區第四   | -- |
| 1985                | 4   | 12  | 0   | 國聯西區第四   | -- |
| 1986                | 7   | 8   | 1   | 國聯西區第三   | -- |
| 1987                | 3   | 12  | 0   | 國聯西區第四   | -- |
| 1988                | 5   | 11  | 0   | 國聯西區第四   | -- |
| 1989                | 3   | 13  | 0   | 國聯西區第四   | -- |
| 1990                | 5   | 11  | 0   | 國聯西區第四   | -- |
| 1991                | 10  | 6   | 0   | 國聯西區第二   | 外卡季後賽以27-20擊敗紐奧良聖徒 分區季後賽以7-24敗給華盛頓紅人                                                       |
| 1992                | 6   | 10  | 0   | 國聯西區第三   | -- |
| 1993                | 6   | 10  | 0   | 國聯西區第三   | -- |
| 1994                | 7   | 9   | 0   | 國聯西區第三   | -- |
| 1995                | 9   | 7   | 0   | 國聯西區第二   | 外卡季後賽以20-37敗給綠灣包裝工                                                                                      |
| 1996                | 3   | 13  | 0   | 國聯西區第四   | -- |
| 1997                | 7   | 9   | 0   | 國聯西區第三   | -- |
| 1998                | 14  | 2   | 0   | 國聯西區第一   | 分區季後賽以20-18擊敗舊金山四九人 國聯冠軍賽以30-27擊敗明尼蘇達維京人（1次加時） 第三十三屆超級碗以19-34敗給丹佛野馬 |
| 1999                | 5   | 11  | 0   | 國聯西區第三   | -- |
| 2000                | 4   | 12  | 0   | 國聯西區第五   | -- |
| 2001                | 7   | 9   | 0   | 國聯西區第四   | -- |
| 2002                | 9   | 6   | 1   | 國聯南區第二   | 外卡季後賽以27-7擊敗綠灣包裝工 分區季後賽以6-20敗給費城老鷹                                                          |
| 2003                | 5   | 11  | 0   | 國聯南區第四   | -- |
| 2004                | 11  | 5   | 0   | 國聯南區第一   | 分區季後賽以47-17擊敗聖路易斯公羊 國聯冠軍賽以10-27敗給費城老鷹                                                      |
| 2005                | 8   | 8   | 0   | 國聯南區第三   | -- |
| 2006                | 7   | 9   | 0   | 國聯南區第三   | -- |
| 2007                | 4   | 12  | 0   | 國聯南區第四   | -- |
| 2008                | 11  | 5   | 0   | 國聯南區第二   | 外卡季後賽以24-30敗給亞利桑那紅雀                                                                                    |
| 2009                | 9   | 7   | 0   | 國聯南區第二   | -- |
| 2010                | 13  | 3   | 0   | 國聯南區第一   | 分區季後賽以21-48敗給綠灣包裝工                                                                                      |
| 2011                | 10  | 6   | 0   | 國聯南區第二   | 外卡季後賽以2-24敗給紐約巨人                                                                                         |
| 2012                | 13  | 3   | 0   | 國聯南區第一   | 分區季後賽以30-28擊敗西雅圖海鷹 國聯冠軍賽以24-28敗給舊金山四九人                                                    |
| 2013                | 4   | 12  | 0   | 國聯南區第三   | -- |
| 2014                | 6   | 10  | 0   | 國聯南區第三   | -- |
| 2015                | 8   | 8   | 0   | 國聯南區第二   | -- |
| 2016                | 11  | 5   | 0   | 國聯南區第一   | 分區季後賽以36-20擊敗西雅圖海鷹 國聯冠軍賽以44-21擊敗綠灣包裝工 第五十一屆超級碗以28-34敗給新英格蘭愛國者（1次加時） |
| 2017                | 10  | 6   | 0   | 國聯南區第三   | 外卡季後賽以26-13擊敗洛杉磯公羊 分區季後賽以10-15敗給費城老鷹                                                        |
| 2018                | 7   | 9   | 0   | 國聯南區第二   | -- |
| 2019                | 7   | 9   | 0   | 國聯南區第二   | -- |
| 2020                | 4   | 12  | 0   | 國聯南區第四   | -- |
| 2021                | 7   | 10  | 0   | 國聯南區第三   | -- |
| 2022                | 7   | 10  | 0   | 國聯南區第四   | -- |
| 2023                | 7   | 10  | 0   | 國聯南區第三   | -- |
| 2024                | 8   | 9   | 0   | 國聯南區第二   | -- |
| 總數                | 398 | 512 | 6   | （所有常規賽） | （所有常規賽） |
| 總數                | 10  | 14  | 0   | （所有季後賽） | （所有季後賽） |
| 總數                | 408 | 526 | 6   | （所有比賽）   | （所有比賽） |

+ ：因為球員罷工的關係，使球季縮短，在同分區的所有球隊以名次作出季後賽資格。

## 主教練
- Norb Hecker：1966年 - 1968年 （4勝26負1和）◎
- Norm Van Brocklin：1968年 - 1974年 （37勝49負3和）◎◎
- Marion Campbell：1974年 - 1976年，1987年 - 1989年 （17勝51負）◎◎◎，◎◎◎◎
- Pat Peppler：1976年 （3勝6負）
- Leeman Bennett：1977年 - 1982年 （總戰績47勝44負；常規賽46勝41負，季後賽1勝3負）
- Dan Henning：1983年 - 1986年 （22勝41負1和）
- Jim Hanifan：1989年 （0勝4負）
- Jerry Glanville：1990年 - 1993年 （總戰績28勝38負；常規賽27勝37負，季後賽1勝1負）
- June Jones：1994年 - 1996年 （總戰績19勝30負；常規賽19勝29負，季後賽0勝1負）
- Dan Reeves：1997年 - 2003年 （總戰績52勝61負1和；常規賽49勝59負1和，季後賽3勝2負）※
- Wade Phillips：2003年 （2勝1負）
- Jim Mora：2004年 - 2006年 （總戰績27勝23負；常規賽26勝22負，季後賽1勝1負）
- Bobby Petrino：2007年 （3勝10負）※※
- Emmitt Thomas：2007年 （1勝2負）
- Mike Smith：2008年 - 2014年 （總戰績67勝50負；常規賽66勝46負，季後賽1勝4負）
- Dan Quinn：2015年 - 2020年 （總戰績46勝44負；常規賽43勝42負，季後賽3勝2負）※※※
- Raheem Morris：2020年 （目前總戰績4勝7負）
- Arthur Smith：2021年 - 現今 （目前總戰績7勝10負）

◎：第一任教練Norb Hecker在1968年賽季前3場打完都輸球後，遭球團解除總教練一職，由助理教練Norm Van Brocklin直接接任教練一職。

◎◎：第二任教練Norm Van Brocklin在1974年賽季前8場打完後僅2勝6負，遭球團解除總教練一職，由助理教練Marion Campbell直接接任教練一職。

◎◎◎：第三任教練Marion Campbell在1976年賽季前5場打完後僅1勝4負，遭球團解除總教練一職，由助理教練Pat Peppler代理並帶至1976年球季結束。

◎◎◎◎：Marion Campbell於1987年賽季前再次回鍋擔任教練，1989年賽季12場打完戰績僅3勝9負，遭球團解除總教練一職，由助理教練Jim Hanifan代理並帶至1989年球季結束。

※：第十任教練Dan Reeves在2003年賽季前13場打完後僅3勝10負，遭球團解除總教練一職，由助理教練Wade Phillips代理並帶至2003年球季結束。

※※：第十三任教練Bobby Petrino在2007年賽季前13場打完後僅3勝10負，遭球團解除總教練一職，由助理教練Emmitt Thomas代理並帶至2007年球季結束。

※※※：第十六任教練Dan Quinn在2020年賽季前5場打完都輸球後，遭球團解除總教練一職，由助理教練Raheem Morris代理並帶至2020年球季結束。

## 職業美式足球名人堂
- 29 Eric Dickerson（1993年）
- 25 Tommy McDonald（1967年）

## 退休號碼
- 10 Steve Bartkowski（QB）（1975年-1985年）
- 31 William Andrews, RB,（1979年-1983年, 1986年）（short-lived comeback after knee injury）
- 57 Jeff Van Note（C）（1969年-1986年）
- 58 Jessie Tuggle（LB）（1987年-2000年）
- 60 Tommy Nobis（LB）（1966年-1976年）
- 78 Mike Kenn（OT）（1978年-1994年）

## 知名球星
- Julio Jones （WR）（2011年-2020年）
- Matt Ryan （QB）（2008年-現今）

## 外部連結
- 球隊官方網站 （页面存档备份，存于）
- Sports E-Cyclopedia.com（页面存档备份，存于）

## 特殊紀錄
- 在休士頓NRG體育場所舉行的第五十一屆超級盃（Super Bowl LI），新英格蘭愛國者與亞特蘭大獵鷹要打到加時賽才分出勝負，這也是超級盃歷史上第一次要打到加時賽才決定超級盃冠軍的誕生。
- 在休士頓NRG體育場所舉行的第五十一屆超級盃（Super Bowl LI），亞特蘭大獵鷹在第三節還剩不到3分鐘時以28-3領先達25分，卻在最後第四節及加時賽中被新英格蘭愛國者狂拿31分，以28-34慘遭新英格蘭愛國者在比賽中逆轉，也創下了超級盃歷史上最大的一次逆轉分差這項不名譽的紀錄。